# 雄格姆岭
雄格姆岭（英語：Shawangunk Ridge），是位於美国纽约州的基岩山脈，从新泽西州边境的最北端延伸到卡茨基尔山。雄格姆岭是阿帕拉契山脉最東段的一段漫長的延續，在新泽西州被称為基塔丁尼山，在賓夕法尼亞州的延伸段被称为蓝山。這条山脈构成了大阿帕拉契山谷的西部邊界。

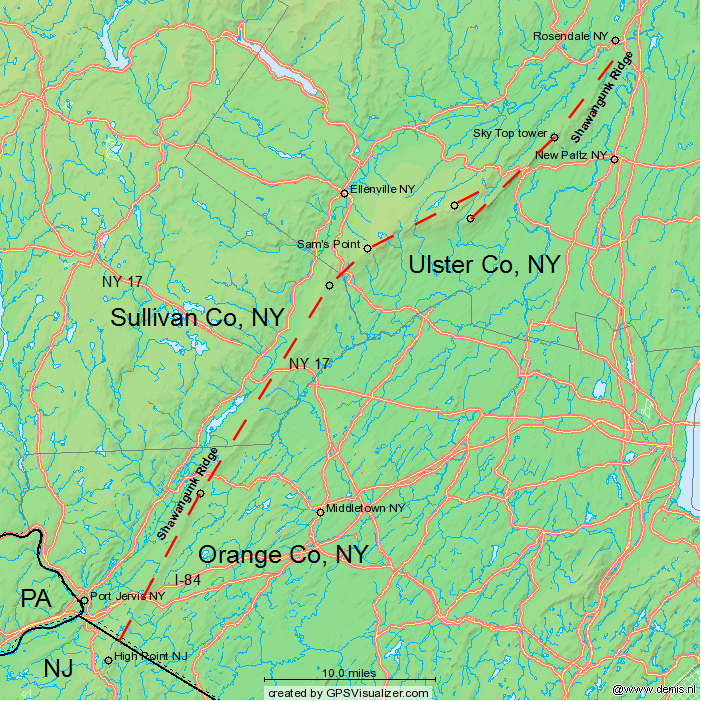
雄格姆岭以紅色虛線標記。

山嶺的北段較為寬闊，有著眾多公共和私人保护区，包括沃茨伯勒岭州立森林公園、雄格姆岭州立森林公園、明尼沃斯卡州立保護區等。山嶺上人煙稀少；唯一的重要聚居地是克拉格斯穆尔村。过去，这座山嶺曾以採礦、伐木以及越橘莓采摘的繁荣而闻名。
如今，雄格姆岭作為著名的戶外休閒勝地，是北美主要攀巖區之一，许多導遊在該地區提供攀岩之旅。该山嶺还因其生物多樣性和風景特徵而聞名名，已被大自然保护协会指定為其保护計畫的重要區域。

## 地理
雄格姆岭是阿帕拉契山脉内一条长山脊的北端，起始於弗吉尼亚州，在那裡被稱作北山，穿過宾夕法尼亚州段被称為蓝山，在穿過特拉华水峡進入新泽西州後被稱作基塔丁尼山，雄格姆岭至此成为纽约州邊界线。這些山脉標識了大阿帕拉契山谷的西部和北部邊緣。
雄格姆岭的北端為最寬處，寬12.1公里，中部狭窄，寬2.01公里，最高海拔698米，位於马拉坦萨湖附近。山嶺矗立在廣闊的高原之上，向東延伸至哈德遜河。西邊是阿巴拉契亚山脉的低矮山麓，与朗道特河、桑德堡溪 (Sandburgh Creek)、巴舍溪以及南端的内弗辛克河和特拉华河形成的低洼地交織在一起。這些相鄰的山谷下是砂岩、页岩、石灰岩等沉积岩。

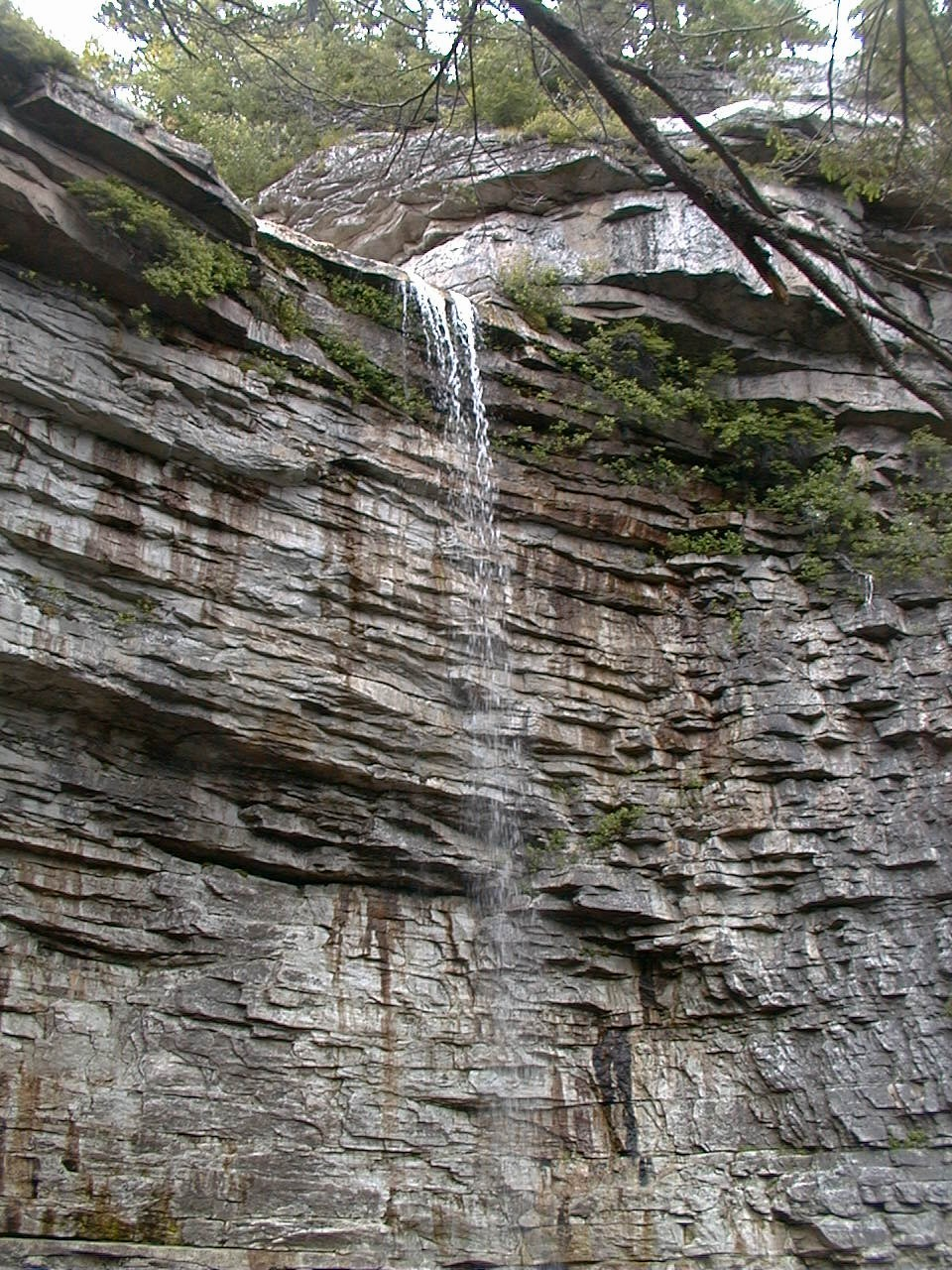
明尼瓦斯卡州立公园保护区的阿沃斯廷瀑布。悬崖由层层礫岩构成。